# Perissocytheridea cribrosa
Perissocytheridea cribrosa is een mosselkreeftjessoort uit de familie van de Cytherideidae. De wetenschappelijke naam van de soort is voor het eerst geldig gepubliceerd in 1933 door Klie.